# Generální guvernéři Mauricia
Seznam generálních guvernérů Mauricia od roku 1968 do roku 1992.
| od           | do           | jméno                                  | pozice                                                                          |
| ------------ | ------------ | -------------------------------------- | ------------------------------------------------------------------------------- |
| 12. 3. 1968  | 27. 8. 1968  | Sir John Shaw Rennie                   | generální guvernér reprezentující britskou monarchii jako hlava státu           |
| 27. 8. 1968  | 3. 9. 1968   | Sir Michel Jean Joseph Laval Rivalland | úřadující generální guvernér reprezentující britskou monarchii jako hlava státu |
| 3. 9. 1968   | 27. 12. 1972 | Sir Arthur Leonard Williams            | generální guvernér reprezentující britskou monarchii jako hlava státu           |
| 27. 12. 1972 | únor 1973    | Abdool Raman Mahomed Osman             | úřadující generální guvernér reprezentující britskou monarchii jako hlava státu |
| únor 1973    | 31. 10. 1977 | Sir Abdool Raman Mahomed Osman         | generální guvernér reprezentující britskou monarchii jako hlava státu           |
| 31. 10. 1977 | 23. 3. 1978  | Sir William Henry Garrioch             | úřadující generální guvernér reprezentující britskou monarchii jako hlava státu |
| 23. 3. 1978  | 26. 4. 1979  | Sir Dayendranath Burrenchobay          | úřadující generální guvernér reprezentující britskou monarchii jako hlava státu |
| 26. 4. 1979  | 28. 12. 1983 | Sir Dayendranath Burrenchobay          | generální guvernér reprezentující britskou monarchii jako hlava státu           |
| 28. 12. 1983 | 15. 12. 1985 | Sir Seewoosagur Ramgoolam              | generální guvernér reprezentující britskou monarchii jako hlava státu           |
| 15. 12. 1985 | 17. 1. 1986  | Sir Cassam Ismael Moollan              | úřadující generální guvernér reprezentující britskou monarchii jako hlava státu |
| 17. 1. 1986  | 12. 3. 1992  | Sir Veerasamy Ringadoo                 | generální guvernér reprezentující britskou monarchii jako hlava státu           |